# Paulianometallyra
Paulianometallyra is een kevergeslacht uit de familie van de boktorren (Cerambycidae). De wetenschappelijke naam van het geslacht werd voor het eerst geldig gepubliceerd in 1956 door Lepesme & Breuning.

## Soorten
Paulianometallyra omvat de volgende soorten:
- Paulianometallyra jacksoni Lepesme & Breuning, 1956
- Paulianometallyra tanganycae Lepesme & Breuning, 1956